# راجات گوپتا
راجات گوپتا (انگلیسی: Rajat Gupta؛ زادهٔ ۲ دسامبر ۱۹۴۸) یک مهندس اهل ایالات متحده آمریکا است.